# Абакумова, Наталья Алексеевна
Наталья Алексеевна Абакумова (род. 25 января 1955, Истринский район, Московская область) — директор Государственного музея истории космонавтики имени К. Э. Циолковского (с 2015 года), директор Государственного историко-художественного музея «Новый Иерусалим» (2001—2015).

## Биография
Наталья Алексеевна родилась 25 января 1955 года в поселке Кирпичный завод Истринского района Московской области.
Завершив обучение в школе, поступила на обучение в Московский государственный университет им. М.В. Ломоносова, образование получала на кафедре «Отечественная история. Период феодализма». 
С 2001 года по январь 2015 года Наталья Алексеевна работала в должности директора историко-архитектурного и художественного музея «Новый Иерусалим», который с 2014 года стал ещё и выставочным комплексом.
На протяжении всей своей работы руководителем Абакумова нацеливала коллектив на изучение и популяризацию отечественного историко-культурного наследия, а также на внедрение инновационных проектов в работе музея. Наталья Алексеевна являлась куратором целого ряда региональных выставочных и издательских проектов, в том числе организовывала выставочные проекты в сотрудничестве с  известными федеральными музеями, такими, как Государственный исторический музей, Третьяковская галерея, Музей-усадьба «Архангельское».
За период с 2008 по 2014 год Абакумовой и коллективом музея была реализована целевая программа по выводу музейного комплекса с территории монастырского комплекса Воскресенского Ново-Иерусалимского монастыря. Было сооружено новое здание площадью 28 тысяч квадратных метров, введено в эксплуатацию 22 ноября 2014 года. В нем музей расположен в настоящее время.
Являлась членом Экспертного совета по восстановлению Воскресенского Ново-Иерусалимского монастыря. Дважды была избрана в Совет представителей Союза музеев России от Московской области. С 2009 года является членом Президиума Российского Комитета Международного совета музеев.
С 23 марта 2015 года Наталья Алексеевна была назначена исполняющей обязанности директора Государственного федерального бюджетного учреждения культуры «Музей истории космонавтики имени К.Э Циолковского». Под её руководством осуществлено строительство второй очереди музейного комплекса. В октябре 2017 года она была утверждена в должности руководителя. Включена в состав Общественного совета Госкорпорации «Роскосмос».

## Награды
- Орден Дружбы (21 февраля 2022 года) — за большой вклад в развитие отечественной культуры и искусства, многолетнюю плодотворную деятельность[6].